# تشاز غرين
تشاز غرين (بالإنجليزية: Chaz Green)‏ هو لاعب كرة قدم أمريكية أمريكي، ولد في 8 أبريل 1992 في تامبا في الولايات المتحدة.

## وصلات خارجية
- تشاز غرين على موقع مرجع كرة القدم المحترفة.كوم (الإنجليزية)